# Ardboe High Cross
La Ardboe High Cross (en irlandés: Seanchrois Ard Bó) es una alta cruz y un monumento nacional situado en Ardboe, Condado de Tyrone, Irlanda del Norte, Reino Unido. Fue la primera alta cruz construida en el Úlster. Mide unos 18,5 metros de altura y 3,5 metros de ancho. La cruz representa a veintidós pasajes del Antiguo y Nuevo testamento. La cruz está en la entrada a un cementerio, un monasterio y una iglesia del siglo XVII, que fue fundada en el año 590 por San Colman. El monasterio fue destruido por un incendio en el siglo XX. El «Ard Boe» significa «cerro de la vaca» se trata de una leyenda extraña de que el monasterio de Ardboe fue construido a partir de la leche de una vaca «mágica» de Lough Neagh. Se cree que se erigieron ya sea en el siglo IX o X y constituye la única parte que queda de un antiguo monasterio en el sitio. 